# 弓ライカ
弓 ライカ（ゆみ ライカ、1998年12月30日 - ）は、日本のモデル。埼玉県出身。プラチナムプロダクション所属。

## 略歴
2015年、原宿でスカウトされたのをきっかけにモデルになった。
2016年、ミスiD2016に選ばれた。
2017年、SNSコンテンツ「ravi.me」のモデルに起用された。

## 人物
父はイギリス人、母は日本人。
特技は歌、写真、読書、美少女好き。自分にとってのアイドルは山口百恵とのこと。
誰かの真似をするよりも、自分の感性を磨きたいとのこと。

## 出演

### 雑誌
- 装苑（文化出版局）
- Wooly Magazine
- GINZA（マガジンハウス）
- NumeroTOKYO（扶桑社）
- サイゾー（サイゾー）
- NYLON JAPAN（トランスメディア）
- SPUR（集英社）
- FRaU（講談社）
- 原宿ストリートポートレート（玄光社）

### web
- WCJAPAN
- jabberwocky
- ELLE girl
- VogueGirl
- Droptokyo

### 広告
- ポカリスエット
- PLAYLIST
- ワコール「ブラジェニック」[9]
- 資生堂「マジョリカマジョルカ」

### カタログ
- niko and...
- High-Me TOKYO
- merry jenny[10]
- Arrivalウェディング

### TVCM
- クレンジングリサーチ[11]

### MV
- indigo la End「蒼糸」（2018年7月18日）
- indigo la End「夜漁り」（2020年6月19日）

### イベント
- X-Girlファッションショー
- 超十代 - ULTRA TEENS FES -[12]
- DIESEL
- Dior GINZASIX
- GirlsAward2016A/W[13]
- GirlsAward2017S/S[14]
- GirlsAward2017A/W[15]
- 東京ガールズコレクション2016A/W[16]
- 東京ガールズコレクション2017S/S[17]
- 関西コレクション2017S/S[18]